# مقاطعة إيفانوفو
إيفانوفو أوبلاست هي إحدى الكيانات الفدرالية في روسيا. وتحوي المدن والقرى التالية: فورمانوف،
آيفانوفو،
كينيشما،
كوخما،
كومسومولسك،
نافولوكي،
بلييوس،
بريفولجسك،
بوتشيج،
رودنيكي،
شوايا،
تيكوفو،
فيتشوغا،
يورييفيتس،
يوجا، روسيا،
زافولجسك،
أركيبوفكا

## أعلام
- فيودور بريديشين